# Рустико ди Филиппо
Рустико ди Филиппо, также Рустико Филиппи (итал. Rustico di Filippo, Rustico Filippi; ок. 1230—1240, Флоренция — ок. 1291—1300, там же) — итальянский поэт. Считается создателем итальянской комической поэзии.

## Биография и творчество
Сведения о жизни Рустико ди Филиппо крайне скудны. Он родился во Флоренции между 1230 и 1240 годом; точная дата рождения неизвестна. Его отец Филипп был, вероятно, торговцем. Судя по характеру творчества Рустико ди Филиппо (в частности, трём «политическим» сонетам), он принадлежал к гибеллинам. У современников пользовался известностью; Брунетто Латини посвятил ему свою стихотворную эпистолу о дружбе «Il Favolello» («Побасёнка»). Упоминания о нём присутствуют в произведениях Франческо да Барберино и Якопо да Леона.
Рустико ди Филиппо стал зачинателем нового стиля итальянской поэзии: комико-реалистического, бурлескного, с элементами автобиографичности. Начинал он как представитель сицилийско-тосканской лирической традиции, но затем, резко переменив манеру, стал писать комические стихи. Все написанные им сонеты делятся на две равные части 29 (по другим источникам 39) комических и 29 трагических.
Некоторые сонеты Рустико ди Филиппо, написанные «высоким» трагическим стилем, имеют высокие художественные достоинства. Однако истинным новатором он показал себя в произведениях иного склада — не развивающих, а, напротив, пародирующих стиль куртуазной лирики. Оригинальность нового стиля заключалась в обращении к лёгким, «низким» темам, употреблении просторечных выражений и вульгарной лексики, подчёркнутой колкости и язвительности, отказе от традиционных риторических приёмов и средств. Противопоставляя себя куртуазной литературе, «комическая» поэзия переосмысливала свойственные последней темы и представления, в первую очередь тему любви. Если в куртуазной литературе женщина восхваляется и обожествляется, то комическая поэзия антифеминистична. Создавая целую галерею «сниженных», иной раз утрированно гротескных женских образов, Рустико ди Филиппо говорит не просто о земной, чувственной любви, но и о женском сладострастии, мужской похотливости, о грубом животном чувстве.
Последователями Рустико ди Филиппо можно считать поэтов Чекко Анджольери и Фольгоре ди Сан Джиминьяно. К лирикам комического стиля принадлежали также Якопо да Леоне, Фино д’Ареццо, Иммануэль Римский, Пьеро де’Файтинелли, Никола Муша, Пьераччо Тедальди и др.